# Rent A Car
Ne doit pas être confondu avec Enterprise Rent-A-Car.
 (juin 2014).
Si vous disposez d'ouvrages ou d'articles de référence ou si vous connaissez des sites web de qualité traitant du thème abordé ici, merci de compléter l'article en donnant les références utiles à sa vérifiabilité et en les liant à la section « Notes et références ».
Rent A Car est une firme française exerçant une activité de location de véhicules utilitaires et particuliers avec comme spécialité la location de courte durée sur le marché de la proximité. Le réseau est composé de 200 agences franchisées, 90 agences succursales et filiales et 190 points relais répartis en France métropolitaine, dans les DROM ainsi qu'au Maroc.

## Histoire
(décembre 2018).
En 1996, Marc Boré rachète le fonds de commerce de la société Rent A Car Système et développe l’activité de location de véhicules à travers le territoire. Assisté de Daniel Macé, professionnel de la location de véhicules et spécialiste de la Franchise, ils restructurent l’entreprise et lancent le concept de la location à prix unique pour tous les véhicules.
1997 : la société Rent A Car développe son réseau de franchises en France et dans les DROM.
1998 : de nombreuses agences de location de véhicules sont ouvertes tous les mois. En fin d’année, l’enseigne compte déjà plus de 110 points de vente.
1999 à 2001 : le groupe Rent A Car fusionne toutes ses activités et les diverses entités qui le composent pour former Rent A Car SA.
2003 : Groupama, première mutuelle d’assurance en France, intègre le capital de la société Rent A Car SA à hauteur de 20 %. C’est l’occasion de lancer l’activité des « points relais » qui vont ainsi être ouverts chez les carrossiers et petits concessionnaires, pour répondre aux besoins grandissants des sociétés d’assistance en termes de véhicules de remplacement.
2005 : le site Internet rentacar.fr passe au commerce en ligne et propose à tous ses clients la réservation de leur véhicule avec règlement par carte bancaire en ligne.
2006 : Rent A Car participe activement à Res@car, système de réservation de véhicules en ligne, dédié aux sociétés d’assistance et aux Entreprises.
2007 : L’enseigne change son logo et sa signature : « Louez au meilleur prix, près de chez vous ! ».
2008 : Rent A Car reprend en filiales et succursales des groupes de franchisés situés dans les régions Est et Sud de la France.
2010 : L’enseigne entame le déploiement de son logiciel de réservation commun à l’ensemble du réseau.
2011 : Rent A Car lance une nouvelle version de son site Internet et son application mobile.
2012 : Rent A Car déploie son activité au Maroc.
2013 : Rent A Car lance un vaste programme de développement de son réseau sur le territoire français,
2014 : Rent A Car procède à l'acquisition de la société allez-simple.com et se lance sur le marché du Trajet simple en France,
2015 : La société française Rent A Car signe un contrat de licence avec Budget location de voiture pour développer ses positions sur le marché de la location de proximité,.
2016: Rent A Car procède à l'acquisition de 8 agences, succursales, de son concurrent Ucar. Rent A Car, procède, également, en 2016, à la reprise des fonds de l'agence de Saint-Denis (Seine-Saint-Denis), fermée par Ucar. Ucar préférant se présenter en simple franchiseur, sans agence succursale, laissant assumer le risque financier à ses franchisés.

## Identité visuelle (logo)

Logo depuis 2017
Logo avant 2007.
Logo depuis 2007.
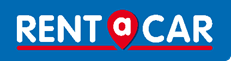
Logo depuis 2017.

## Types d'agences de l'enseigne
- Les agences en franchise

Il s’agit de points de vente gérés par un franchisé indépendant, pour qui la location de voitures est l’activité principale. 
- Les agences en micro-franchise

Ces points de location sont eux aussi gérés par des franchisés indépendants. Cependant, la location de véhicules ne constitue qu’un complément d’activité. En effet, il s’agit le plus souvent de garagistes, de concessionnaires etc., qui souhaitent diversifier leur activité. 
- Les succursales

Les agences succursales correspondent aux points de vente appartenant au Groupe Rent A Car SA.
- Les points relais

Le plus souvent, les points relais sont des réparateurs et mécaniciens agréés et référencés auprès des sociétés d’assistance.
- Les Masters franchises

Les contrats en Master Franchise offrent une représentation unique de la marque Rent A Car dans un pays étranger.